# Tezontetelco
Tezontetelco är en ort i Mexiko.   Den ligger i kommunen Yecapixtla och delstaten Morelos, i den sydöstra delen av landet, 60 km sydost om huvudstaden Mexico City. Tezontetelco ligger 1 976 meter över havet och antalet invånare är 163.
Terrängen runt Tezontetelco är lite bergig. Runt Tezontetelco är det ganska tätbefolkat, med 199 invånare per kvadratkilometer. Närmaste större samhälle är Cuautla Morelos, 18,7 km sydväst om Tezontetelco. Omgivningarna runt Tezontetelco är en mosaik av jordbruksmark och naturlig växtlighet.